# Cocorná
Cocorná – miasto w Kolumbii, w departamencie Antioquia.